# Dictyophara prasina
Dictyophara prasina är en insektsart som beskrevs av Melichar 1912. Dictyophara prasina ingår i släktet Dictyophara och familjen Dictyopharidae. Inga underarter finns listade i Catalogue of Life.